# 五色台電波塔倒壊未遂事件
五色台電波塔倒壊未遂事件（ごしきだいでんぱとうとうかいみすいじけん）は、2003年（平成15年）5月に香川県高松市で香川県防災行政無線青峰中継局のボルトが抜き取られた器物損壊事件である。
有力な目撃証言も動機の絞り込みにも至らず、捜査は難航した。結局、坂出の事件との関連性も解明されず、器物損壊罪についても3年後に公訴時効を迎え、未解決事件となった。

## 事件概要
坂出送電塔倒壊事件から5年後の2003年5月14日午前10時半頃、次のような内容の手紙が朝日新聞高松支局に郵送された。
手紙はA4判の便箋1枚に黒いボールペンの手書きで、消印は高松市内の郵便局になっていたが差出人不明で切手も貼られていなかった。
この郵便物を見た高松支局の職員は午前11時35分頃に香川県警高松北警察署へ「電波塔を倒すことをほのめかす文書が届いた」と通報した。ただちに高松北警察署員と県警警備部が現場に急行し調べたところ、声明文にあった西日本放送の施設ではなく、その南側にある香川県防災行政無線青峰中継局の電波塔でボルトやナット10数個が外されているのが発見された。

## 捜査
香川県警と高松北警察署は電波塔周辺の県道沿いなど捜索範囲を広げながら金属探知機を用いて発見されなかったボルトやナットなどの捜査を行った。後の捜査で、使用された工具はボルトクリッパーの可能性が高いと見られる。

### 犯人像
帝京大学法学部教授土本武司は「脅迫文は要点がまとまっており、漢字の使い方も的確。知的水準は低くない」とした上で「犯行自体から綿密な計画性や動機は感じられない。騒ぎに乗じた便乗犯ではないか」と述べ、愉快犯の可能性が高いと見ている。一方、香川県警は「実際にボルトを外している以上、単なる愉快犯とは断定できない」として愉快犯以外の可能性もあると見ている。

### 関連性
声明文にあるパナウェーブ研究所とは、福井県に拠点を構える新興宗教団体で、教祖を中心とした白装束の集団がキャラバンで大移動する姿が当時世間を騒がせていた。
同じ香川県では5年前に坂出送電塔倒壊事件が発生しており、ボルトを抜き取るという手口が共通していた。

### 時効へ
有力な目撃証言も動機の絞り込みにも至らず、捜査は難航した。結局、坂出の事件との関連性も解明されず、器物損壊罪についても3年後に公訴時効を迎えた。その後も捜査の進展は無く、事件は事実上迷宮入りしている。

## 現場
現場は標高449.3mの五色台・青峰で、讃岐平野を見渡せるロケーションから、山頂一帯には複数の電波塔が建っている。ここは西日本放送が開発し、1958年（昭和33年）7月1日に同社がここを親局にしてテレビ放送を開始した場所である。以降、ここは同社の最重要施設であったが、1986年（昭和61年）9月17日にその機能は岡山県玉野市の金甲山に移転したため、現在ここからは他社も含めたいずれのテレビ放送も行われていない。
しかし、それ以降も同社の放送業務（FPU）用鉄塔及びFM補完中継局が置かれているため、この一帯は現在でも西日本放送の所有となっているほか、1969年（昭和44年）3月1日には同社の付近にNHK高松放送局がFMラジオ放送の親局を置いて現在でもここから放送を行っていたり、この事件で標的となった防災行政無線などの中継局も所在する。